# Sommet du G7 de 1996
Pour un article plus général, voir Sommet du G8.

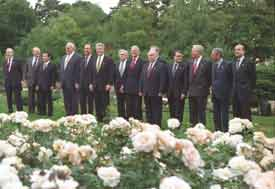
Sommet du G7 de 1996

Le sommet du G7 de 1996, 22e réunion du G7, réunit les dirigeants des 7 pays démocratiques les plus industrialisés, ou G7, du 15 au 17 juin 1996, dans le musée d'art contemporain de la Cité internationale de Lyon.

## Participants
| Participants au G7            |                       |                   |                      |
| Membre                        | Membre                | Représenté par    | Fonction             |
| Drapeau du Canada             | Canada                | Jean Chrétien     | Premier ministre     |
| Drapeau de la France          | France                | Jacques Chirac    | Président            |
| Drapeau de l'Allemagne        | Allemagne             | Helmut Kohl       | Chancelier           |
| Drapeau de l'Italie           | Italie                | Romano Prodi      | Président du Conseil |
| Drapeau du Japon              | Japon                 | Ryutaro Hashimoto | Premier ministre     |
| Drapeau du Royaume-Uni        | Royaume-Uni           | John Major        | Premier ministre     |
| Drapeau des États-Unis        | États-Unis            | Bill Clinton      | Président            |
| Drapeau de l’Union européenne | Commission européenne | Jacques Santer    | Président            |

## Déroulement du sommet
Un pré-sommet a lieu à Moscou (Russie) afin de discuter des questions nucléaires.
Plusieurs personnalités sont également invitées au G7 :
- Russie : Viktor Tchernomyrdine (président du gouvernement)
- ONU : Boutros Boutros-Ghali (secrétaire général)
- Banque mondiale : James Wolfensohn (président)
- FMI : Michel Camdessus (directeur général)